# Lindera melastomacea
Lindera melastomacea är en lagerväxtart som först beskrevs av Christian Gottfried Daniel Nees von Esenbeck, och fick sitt nu gällande namn av Emilio Huguet del Villar y Serrataco. Lindera melastomacea ingår i släktet Lindera och familjen lagerväxter. Inga underarter finns listade i Catalogue of Life.